# Pee Wee Crayton
Pour les articles homonymes, voir Pee Wee.
Pee Wee Crayton, de son vrai nom Connie Curtis Crayton, (18 décembre 1914 à Rockdale, Texas – 25 juin 1985 à Los Angeles, Californie), est un guitariste et chanteur américain de blues.

## Biographie
Né au Texas, il est allé en Californie pendant la guerre pour travailler dans les chantiers navals. C'est assez tard qu'il apprend à jouer de la guitare, en s'inspirant en particulier de T-Bone Walker. Il se produit dans les clubs, et est repéré par les frères Bihari avec qui il enregistre notamment Texas hop et Blues After Hours qui rencontrent un certain succès. Son style très simple fait de lui un des guitaristes les plus sommaires de l'époque, quelque peu oublié de nos jours.